# Königstein (Bavière)
Pour les articles homonymes, voir Königstein.
Königstein est une commune de Bavière (Allemagne), située dans l'arrondissement d'Amberg-Sulzbach, dans le district du Haut-Palatinat.
Königstein est le siège de la communauté administrative de Königstein composée du bourg de Königstein et de la commune de Hirschbach.

## Jumelages
- Königstein im Taunus (Allemagne)
- Königstein (Sächsische Schweiz) (Allemagne)